# اورانیل کلرید
اورانیل کلرید (به انگلیسی: Uranyl chloride) با فرمول شیمیایی UO۲Cl۲ یک ترکیب شیمیایی است. که جرم مولی آن ۳۴۰٫۹ می‌باشد. 